# Jota aragonesa

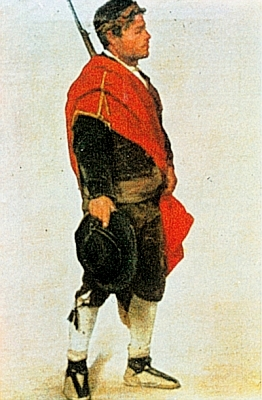
El mítico cantador de jota del siglo XIX Pedro Nadal y Auré, "el Royo del Rabal", en un retrato de 1881 de Carlos Larraz y Micheto.

La jota aragonesa es una manifestación del folclore en Aragón de un género musical, la jota, presente en la mayor parte de la geografía española.
La jota aragonesa se expresa a través del baile (bailadores), el canto (cantadores) y la interpretación instrumental, compuesta por una rondalla en la que participan fundamentalmente la guitarra, el laúd, las castañuelas y la bandurria.
A pesar de la fama de que goza como género emblemático del folclore aragonés, la jota no es más que una de las manifestaciones de su tradición musical popular. Conviven con ella otras formas (mazurcas, paloteados, villanos, boleros o valses por citar solo algunos ejemplos), aunque la interpretación de la jota en Aragón tiene un carácter peculiar y distintivo que ha hecho que sea conocida en el ámbito internacional, hasta el punto de que compositores de música culta españoles y foráneos se han servido de ella en sus obras. En palabras de uno de sus más concienzudos estudiosos, Miguel Manzano:

En Aragón ha surgido, aproximadamente desde la mitad del siglo XIX, una forma muy especialísima de cantar la jota en estilo adornado y a ritmo muy lento, y con un repertorio y ejecución también muy característicos de acompañamiento de rondalla. Esta especie de jota es la única que puede denominarse con toda propiedad jota aragonesa, porque es creación personal y exclusiva del pueblo aragonés, que además lo ha conservado, fomentado, y desarrollado con un empeño muy especial y continuado.
Miguel Manzano Alonso, La jota como género musical, Madrid, Alpuerta, 1995, págs. 437 y ss.

## Origen
Los orígenes de la jota deben estar en bailes de tipo religioso, y comúnmente las manifestaciones bailadas de este género preceden a las cantadas o tocadas.

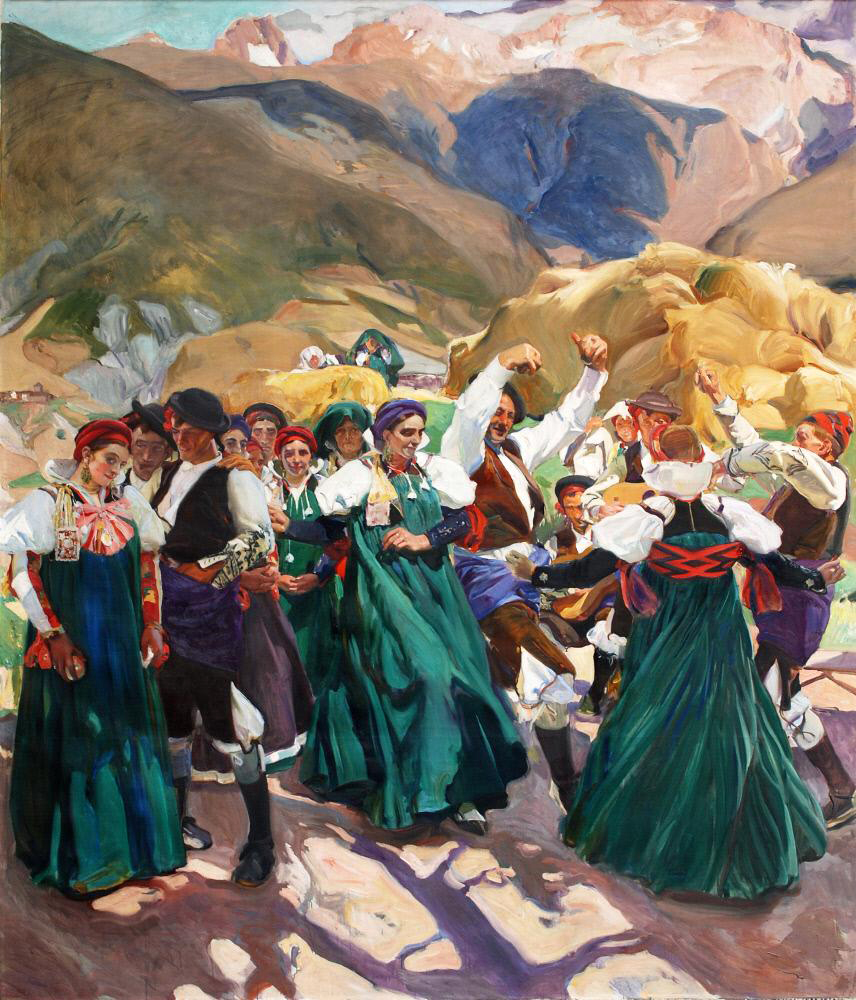
Joaquín Sorolla, La jota, 1914. Hispanic Society of America, Nueva York. Escena de baile de jota por un grupo de personas vestidas con el traje típico de Ansó.

Aunque hay quienes defienden que la etimología del término proviene la palabra árabe «xotah» (saltar rítmicamente), y podría estar relacionado con el verbo sotar que aparece en el siglo XIV en el Libro de buen amor, el nombre de «jota» no se documenta fehacientemente hasta finales del siglo XVII, en un códice titulado Cifras para arpa hallado en Ávila, donde aparece como título en el encabezado del folio 25.
Demetrio Galán Bergua fecha la existencia del género (aunque no asociado al nombre) en 1666, pues el villancico de José Ruiz de Samaniego, maestro de capilla de El Pilar, «De esplendor se doran los aires» , muestra características afines a la jota. La pieza presenta los dieciséis compases típicos de entrada de una jota.
Han sido numerosos los autores que le otorgan una procedencia árabe, pues en Aragón se da con mayor pujanza en los valles que habitaba la población morisca. Sin embargo, los estudios que Tomás Bretón realizó en 1890 con motivo de la escritura de la zarzuela La Dolores establecían grandes diferencias con la música islámica, sobre todo por su habitual modo mayor. Para él el origen sería italiano, pues la jota se revela técnicamente similar a la música del Carnaval de Venecia. 
A pesar de todo, la mayoría de los estudios actuales muestran que hay muchas jotas en modo menor e incluso existe la llamada «jota mora», y que su compás ternario de 6/8 es habitual en la música popular española, siempre influida por la música andalusí. Martínez Torner, en este sentido, insiste en que la jota está íntimamente emparentada con el fandango. Según Julio Caro Baroja «su área en el estado anterior a su expansión por vías no estrictamente populares es la misma que tiene la agricultura de tipo hortícola», y estas zonas coinciden con las variedades de jota aragonesa (sobre todo en los valles del Ebro, Jalón y Jiloca), valenciana y murciana. Se trata de la geografía de los moriscos, lo que avala una posible influencia de su música en la jota.
Antonio Beltrán Martínez, uno de los más afinados estudiosos de la jota, asegura que su nacimiento tuvo que producirse no antes del siglo XVIII y su difusión por toda la Península dataría del XIX. La jota aragonesa sería el resultado de una estilización de estos ritmos ternarios y bailables, que se ralentizaron y adornaron para lucir en el canto, sobre cuyos grandes intérpretes y variedad de estilos descansa la importancia del género en Aragón. Asume que hay fuertes lazos con la música hispanoárabe, si bien sus orígenes no pueden ser dilucidados en todo su alcance con los datos e investigaciones que se poseen en la actualidad. En la época de los Sitios de Zaragoza la jota emerge con pujanza, y es en este momento cuando se puede hablar de la existencia de la jota aragonesa con toda seguridad. En conclusión, y según el mismo autor, la jota aragonesa surgió a la vez en toda España en el XVIII, al igual que ocurrió con el fandango en el siglo XVII.
En 1828, en la narración de una conmemoración en Zaragoza en honor de Fernando VII, se halla documentada la costumbre de los mozos de rondar a medianoche cantando y tocando jotas (se cita expresamente «la aragonesa») con guitarras, requintos, bandurrias, violas, violines, fagots y flautas a las casas de las jóvenes, lo que está en la tradición de las «rondallas de Zaragoza», de las «jotas de ronda» o «rondaderas» y de los cantos a dúo «a dos y a tres voces».

## Definición y características
El baile precede al canto de la jota, lo que vendría respaldado por el hecho de que no se conozcan letras de jota anteriores al XIX.  Cuando encontramos a principios del siglo XIX el género consolidado, se utilizan cuartetas, coplas o «cantas» que se adaptan a una música que consta de un ritornello y siete frases musicales. Por ello los versos de la cuarteta se repiten añadiendo una entrada y una vuelta a la copla, con la siguiente estructura, si partimos por ejemplo de la cuarteta «Si tuvieras olivares / como tienes fantasía / los molinos del aceite / por tu cuenta correrían»:

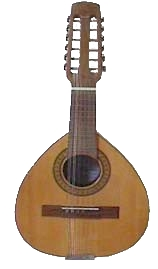
La bandurria es el instrumento que hace la voz solista en la orquestación o «rondalla» moderna que acompaña el canto y baile de la jota.

1. entrada (verso 2): «como tienes fantasía»
2. frase musical (verso 1): «Si tuvieras olivares»
3. frase musical (verso 2): «como tienes fantasía»
4. frase musical (verso 3): «los molinos del aceite»
5. frase musical (verso 4): «por tu cuenta correrían»
6. vuelta (verso 4): «por tu cuenta correrían»
7. final y mudanza (verso 1): «si tuvieras olivares»

Esta (2-1-2-3-4-4-1) es la distribución de versos por frases cantadas o tonadas más habitual en la jota moderna. Los antiguos, sin embargo, solían utilizar la distribución de versos 1-1-2-3-4-4-1.
La entrada se canta en el tono dominante de la música, pero la vuelta final y mudanza se cantan como los versos 3 y 4 de la cuarteta. Esta estructura admite leves modificaciones, como repetir los versos de vuelta en quiasmo o paralelismo o comenzar por el verso primero de la copla. Existe también la posibilidad de adaptar coplas de cinco o seis versos, repitiendo uno o dos. La copla aragonesa pudo ser en sus inicios hexafraseada, como la andaluza. Martínez Torner afirma que estos modelos musicales que el tipo son anteriores a la cuarteta castellana. Podrían relacionarse con estructuras zejelescas, que tienen su origen en la poesía árabe andalusí del siglo XI.
La jota es una música de textura homofónica, ejecutada en su melodía dominante por un «cantador» o «cantadora» acompañado por guitarra o rondalla, aunque se dan los cantos a dúo (frecuente en las oliveras del Bajo Aragón y las de desbriznadores de azafrán de La Hoz de la Vieja) que cantan al unísono o alternando coplas (en las llamadas «jotas de picadillo», de carácter mordaz), o por un coro. La escala utilizada es diatónica, y el ritmo, de compás ternario, con melodías de acordes tónicos en modo mayor y dominantes de acordes de séptima (con estructura armónica muy simple que combina tónica y dominante, como por ejemplo la mayor / mi mayor 7ª).
Los adornos, llamadas, compases de espera, ritornellos, introducciones y pausas instrumentales son llamadas normalmente «variaciones» y las partes de acompañamiento a la melodía vocal «canciones», «coplas» o «cantas». Cada tres variaciones de baile, se canta una canción y a veces, con otra melodía, se entona un «estribillo» de versos más cortos que los de la copla (a veces seguidilla) y que no se canta en la «despedida», copla rápida donde se aumenta el tempo musical en cuya letra se alude al final de la jota. Las de estribillo son sobre todo jotas «bailaderas» o «rondaderas» y en ellas se intercalan apelaciones como «madre» o «niña». Para la jota cantada de lucimiento se utilizan casi exclusivamente las coplas o cantas.
En resumen la jota se estructura como un fogoso preludio instrumental, un canto lento y solemne y una salida o «despedida» que puede acelerarse en su ritmo.
La rondalla o conjunto instrumental se compone sobre todo de ejemplares de la familia de la cuerda pulsada, especialmente de guitarra, bandurria y laúd, aunque poco a poco se va recuperando el uso de guitarrico y guitarro, requintos, hierrecillos acompañados por percusión de castañuelas y panderetas. Sin embargo la investigación sobre el folklore atestigua que la jota, como otros géneros del folclore aragonés, se tocaba con todo tipo de instrumentos, como gaitas de boto, chiflo, dulzainas, violines o flautas, e incluso acordeones. Como instrumentos de percusión se utilizaban tambores y cántaros, todo ello en épocas anteriores a la estandarización y utilización interesada que la jota sufrió durante el franquismo. 
En la rondalla habitual la guitarra es el instrumento grave y se toca con acordes rasgeados. La bandurria es la voz aguda y se encarga de las melodías instrumentales, mientras que el laúd funciona como instrumento contrapuntístico.
En cuanto al texto de las músicas de jota aragonesa (llamado copla o «canta» entre otras denominaciones), lo habitual es que su estrofa sea una cuarteta asonantada de tradición popular. En algún caso pueden rimar en consonante los versos segundo y cuarto. También se dan formas de cinco y seis versos. En las jotas con estribillo, este se intercala entre las coplas y adopta la forma de seguidilla con versos que alternan el heptasílabo y el pentasílabo y rima también asonante, e incluso se hallan seguidillas de versos hexasílabos y octosílabos, formadas por ocho versos pentasílabos (como sucede en Mainar, o de seis y siete sílabas, en Bujaraloz. Sus letras suelen ser ingeniosas.
La lengua utilizada mayoritariamente es el castellano, aunque se dan jotas en ansotano, cheso, tensino, ribagorzano y otras variedades de aragonés en el norte de Aragón.
Las cantas tienen origen folclórico aunque muchos autores han compuesto coplas de invención personal, si bien no dejan de aumentar el acervo de la tradición, una vez que se instalan en los repertorios de los cantadores. Han compuesto letras para jotas escritores ilustres como Mariano de Cavia, Ram de Víu, Joaquín Dicenta o Sixto Celorrio.
Su temática es muy variada y depende del momento para el que se crean: rondas, fiestas, labores del campo... El destinatario interno de las letras de jotas es la mayor parte de las veces la amada y en ellas se expresan elogios, desdenes o elegías a la mujer desaparecida. Otro tema recurrente es la exaltación, plegaria o devoción a la Virgen del Pilar. También lo son la ayuda para la fertilidad del campo aragonés y el deseo de abundancia de una constante en el imaginario común de Aragón: el agua. Habitual es asimismo el sentimiento de vinculación con la tierra y la patria chica. También existen jotas cuyo tema es una sutil denuncia social.
El carácter de la copla de jota debe ser sentencioso y epigramático. El humor optimista e ingenioso, la «sal» es un rasgo que aparece habitualmente, y destaca en las jotas «de picadillo», cuyo tono es de escarnio, en las que están presentes en numerosas ocasiones los juegos de palabras y de concepto. En ocasiones un símil o comparación presta el eje vertebrador a la estructura de la canta.

## El baile de la jota
Existen caracteres que distinguen los bailes de tres grandes zonas: el Bajo Aragón, Huesca y Zaragoza. La del Bajo Aragón (Calanda, Albalate del Arzobispo, Alcañiz) es la más compleja y posiblemente antigua.
El baile de la jota tiene tres partes en conformidad con las coplas que se cantan: inicio, parte media y final. 
- Inicio. Para comenzar se produce la «llamada», que consta de cuatro rasgueos a tutti de toda la rondalla del acorde tónico. Después continúa la parte inicial con variaciones instrumentales (de ocho compases de duración, la mitad de tónica y la otra mitad de dominante). Mientras suenan estos compases de variaciones, donde se adornan los músicos, la pareja se coloca enfrentada y espera, mirándose y sin movimiento alguno, que comience la primera copla, que da inicio al baile. Otras veces es el grupo el que toma posiciones o va saliendo del foro y colocándose en sus posiciones de partida, con hechuras de presentación.

- Parte media: el baile. Acompañándose con las castañuelas o «palillos», se bailan varios pasos, adecuados a las variaciones y coplas, que suelen ser tres, aunque a veces el número se reduce a dos.

- Final. El baile se aviva tras la última copla, y termina con cuatro acordes muy marcados.

Los pasos del baile de la jota se caracterizan por el uso de los punteados de punta y talón y los pequeños saltos que, con la evolución del espectáculo, se convirtieron en alardes atléticos. Los brazos, arqueados y habitualmente en alto moviéndose delante del cuerpo abajo y arriba.
Existan modalidades peculiares en Huesca, sobre todo en el Pirineo (Ansó, Hecho), donde adoptan influjos franceses y existen pasos cogidos de la pareja.

## La jota cantada

### Estilos
Existen varios intentos de clasificación, como el que hace Demetrio Galán Bergua en El libro de la jota aragonesa, que es el más aceptado, si bien no existe una definición definitiva de los diferentes grupos de jotas y estilos. Los estilos clásicos reconocidos proceden del Valle del Ebro (incluyendo la capital, Zaragoza), el Bajo Aragón y en general las zonas históricamente habitadas por moriscos, dato que avala un posible origen árabe de la jota, como también lo es su compás ternario.
Entre estos estilos clásicos destacan las «zaragozanas», las «aragonesas» (en sus modalidades de «puras» y «libres», que fueron tonadas interpretadas por «El Royo del Rabal») y las «femateras», de las que la «aragonesa pura» sería un ejemplo, por su cercano parentesco.
Otros estilos son las «fieras», que adoptan cadencias andalusíes. Las «rabaleras» toman su nombre del «rabal» o arrabal. Otro grupo está relacionado con las faenas del campo: las «segadoras», «trilladoras» y «oliveras», estas últimas características del Bajo Aragón. Del sur proceden las «jotas de Teruel».
Otro grupo lo componen las «melismáticas». Muchos otros tipos de jotas se conocen por el nombre de los pueblos donde fueron documentadas o del cantador que las popularizó. También existen composiciones originales de diversos jotistas, sobre todo con la aparición de grupos joteros a mediados del siglo XX, que necesitaban ampliar y variar su repertorio, si bien a veces esto se hizo en detrimento de la autenticidad.
Capítulo aparte merecen las «rondaderas», interpretadas por grupos de jóvenes por las calles cuando salían a rondar o requebrar en grupo a las mozas, las «bailaderas», o aptas para ser interpretadas al baile y las «jotas a dúo» o «de picadillo».

### La enseñanza y los premios de jota
El certamen más importante de jota aragonesa es el Certamen Oficial de Jota del Ayuntamiento de Zaragoza, celebrado desde 1894 cada año durante las fiestas del Pilar, solo interrumpido en 1898 debido a la guerra de Cuba, por la epidemia de 1918 de gripe española y desde 1936 a 1939 por causa de la Guerra Civil. En 1959 se instituyó un premio extraordinario solo para quienes son poseedores del Primer Premio.
El primer gran estudioso de la jota fue Santiago Lapuente, que fue pionero en la determinación de los estilos de jotas. Pocos años más tarde fue secundado en la investigación de este género por Balbino Orensanz. Otros expertos han profundizado en su estudio, como Miguel Asso, Felipe Colmán, Pascuala Perié, Joaquín Numancia, Camila Gracia, Máximo Maurel y Carmen Cortés.
En 1940 se crea la Escuela Municipal de Jota de Zaragoza, por iniciativa de su ayuntamiento, cuya primera profesora de canto fue hasta 1950, Pascuala Perié. Cuenta con una gran dotación de fondos para su estudio, especialmente una importante colección de registros sonoros. En 1975 se crea la Escuela Municipal de Jota de Huesca y a partir de esta aparecen escuelas en todo Aragón.
Entre 1980 y 1999 se celebró el Certamen "Demetrio Galán Bergua" organizado por Radio Zaragoza, en el que compitieron los principales cantadores del momento.
En 2017 se creó la Fonoteca de la Jota, cuyo local, habilitado en la Biblioteca de Aragón, guarda más de 2.000 grabaciones de audio y numerosos objetos y libros.

### Historia
La jota cantada es quizá la máxima manifestación de este folclore. Al igual que sucedió con el flamenco, la estimación hacia los artistas individuales es uno de los factores que contribuye a que la jota pase de ser una música popular y anónima a un espectáculo del que goza un público cada vez más ilustre. Es en este ámbito donde algunos cantadores y cantadoras alcanzaron gran renombre personal, siendo presentados en los comienzos, ante las máximas personalidades que visitaban Aragón, convirtiéndose así en perfectos embajadores.
Hay consenso en considerar el hito fundacional de la jota aragonesa como espectáculo de calidad, el banquete convocado por los periodistas aragoneses Eusebio Blasco y Mariano de Cavia en el Hotel Inglés de Madrid la noche del 26 de marzo de 1894, con el título de «Fiesta a la Jota». El gran bandurrista Ángel Sola (conocido como el Sarasate de la Bandurria), con el acompañamiento de Santiago Lapuente,  habrían de ser los auténticos protagonistas de la fiesta, dando a conocer una jota renovada y diferente que habría de asombrar a España. Los estilos y variaciones, allí interpretados, fueron el origen del primer gran cancionero de la Jota Aragonesa: la Recopilación Lapuente-Sola.

#### Los orígenes: El Tío Chindribú (1840-1870)
Conocemos muy pocos nombres de cantadores de jota de esta época. Se suele proponer como fecha de arranque la del primer cantador de jota de nombre conocido, Vicente Viruete el «tío Chindribú», activo en Épila desde 1840. Tras él han llegado a nuestro conocimiento los nombres de los zaragozanos Vicente Soler y Marianico el del Gas, del oscense «Tío Lereta», fematero (esto es, recogedor de estiércol), a quien se considera iniciador de la jota fematera que alterna el canto con interrupciones apelativas al público.

#### El Royo del Rabal y El Tuerto de las Tenerías (1870-1895)
En esta época destacan dos grandes figuras: la de Pedro Nadal, el Royo del Rabal (1844 - 1905) y Mariano Malandía, el Tuerto de las Tenerías (1847 - 1935). Con ellos se ordenan y asientan los estilos de jotas con la ayuda de la investigación infatigable de Santiago Lapuente. El legendario «Royo del Rabal» fue el cantador más personal, secundado por la figura de su rival Mariano Malandia, «el Tuerto de las Tenerías».
Otros cantadores de esta época fueron los zaragozanos «el Carretero», «el Fematero», «el Jardinero», «el Cuaderno», «el Agudo», «el Grabador», «el tío Lerín», Andresico «el Leñador», Cirilo «el Boniquete»; Blas Mora y «el Capacero», de Albalate del Arzobispo; «el Triguero», de Castelserás; los andorranos Juan Félez y Antonio Aznar; los taustanos Royo Tianos, Marina y Alonso Birigay; M. Melantuche, de Utebo; los bilbilitanos «el Bolero» y Dámaso Salcedo; de Épila es el hijo del «tío Chindribú», Eustaquio Viruete «el Carabinero». Mención aparte merece la saga de los Delmás de Fuentes de Ebro. En esta familia aparece la primera gran figura femenina de la jota aragonesa, Asunción Delmás, junto con el gran Baldomero Delmás, y otros miembros de este linaje como Carolina Delmás y Francisco Delmás.

#### El Niño Moreno y Juanito Pardo (1895-1910)
Son tiempos marcados por José Moreno apodado «el Niño Moreno» de Andorra (Teruel) y el zaragozano Juanito Pardo que, muy jóvenes, fueron discípulos y pupilos predilectos de Santiago Lapuente. 
Otros jotistas destacados de esta época son los Gracia de Nuez de Ebro (Urbano Gracia, Gerardo Gracia y Juan Gracia), Sansón de Zuera, Bernardo Benito o Ignacio Valenzuela.
En cuanto a las cantadoras, la gran figura de estos años fue María Blasco, emigrada en 1910 al igual que Juanito Pardo a la Argentina, que había ganado el Premio Extraordinario del Certamen Oficial de Jota a los veinte años. Otras voces femeninas del periodo son Vicenta Giménez y Ángeles Giménez, Inocencia Sebastián, Isabel Muñoz y Dolores Mongay.

#### La edad dorada: Miguel Asso y Cecilio Navarro (1910-1927)
Es la época presidida por la noble rivalidad entre dos grandísimos intérpretes: Miguel Asso y Cecilio Navarro, ambos oriundos del Barrio de San Pablo de Zaragoza. Es esta la considerada como edad de oro de la jota por la cuantía y calidad de sus intérpretes.
Otros cantadores relevantes de estos años fueron Felipe Colmán, Emilio Arana, Justo Royo «el Cebadero», Joaquín Numancia, Luisico Gracia, Jesús Monreal, Domingo Martínez. En cuanto a las mujeres, aparecen en estos años Pilar Gascón y Pascuala Perié, y tras estas dos enormes cantadoras femeninas otras de gran calidad, si bien no llegaron a su celebridad, como María Asensio «la Burina» Pilar Munárriz, Pilar Albero, Encarnación García o Pilar Lasierra.

#### La época de José Oto (1927-1955)
José Oto, considerado como el más grande de los cantadores de jota aragonesa, marca una época, la de la generación del 27, que coincide con la Segunda República y la Guerra Civil. En este periodo domina el número de cantadoras de calidad sobre el de los hombres, entre los que destacan Bienvenido Orga, Celestino Ballarín, Francisco Rodríguez, «Redondo de Épila» y Francisco Caballero durante la Segunda República. En la posguerra aparecen Antonio Royo «el Chato de Casablanca», Lucio Cáncer, Ángel Galé, Matías Maluenda y Tomás Marco.
Pero son las cantadoras las que dominan la escena de la jota en la década de 1930: Camila Gracia, Gregoria Ciprés, Felisa Galé y Jacinta Bartolomé. Tras la guerra destacan Celia Palacián, Pilarín Pascual, Pilar de las Heras, Pilar Abad, Pilar Francés, Angelita Zapata, Irene Izárbez, María Virto, Victoria Morales y Piedad Gil. La muerte de Felisa Galé en 1948, de quien José Oto estaba profundamente enamorado, originó la decadencia del gran cantador, aunque seguiría prodigándose hasta su muerte en 1961.

#### El Pastor de Andorra y Jesús Gracia (1956- )
La segunda mitad del siglo XX está presidida por los cantadores José Iranzo Bielsa, «el Pastor de Andorra» (1915-2016), y Jesús Gracia (1922-2005), dos intérpretes de características opuestas, la poderosa voz de Jesús Gracia y la jota de estilo del Pastor de Andorra, que popularizó la «jota de la palomica». Numerosos cantadores completan este periodo, en que las escuelas de jota y las agrupaciones de joteros proliferaron.

### Cantadores y cantadoras
Alguna de las voces más representativas del canto de la jota aragonesa por orden cronológico, desde el legendario «Tío Chindribú» son:
Nacidos en el siglo XIX
- Vicente Viruete, el Tío Chindribú (1825—1911).
- Pedro Nadal, el Royo del Rabal (1844—1905).
- Mariano Malandía, El Tuerto de las Tenerías (1847—1935).
- Domingo Agudo (1850—1924).
- Blas Mora (1861—1938).
- Antonio Aznar, el Andorrano (1861—1949).
- Manuel Gracia, el Capacero (1866—?).
- Asunción Delmás (1867—1903).
- Urbano Gracia, el de la Granja (1870—1937).
- José Moreno, Niño Moreno o el Baturrico de Andorra (1881—?).
- Cecilio Navarro (1881—1969).
- Juanito Pardo (1884—1944).
- Miguel Asso (1886—1936).
- Joaquín Numancia (1886—1943).
- María Blasco (1888—1966).
- Domingo Martínez, el Tío Carrachín (1888—1963).
- Inocencia Sebastián (1888—?).
- Juan Antonio Gracia (1888—1975).
- Pintié (1889—1945).
- Justo Royo, el Cebadero (1891—1938).
- Fidel Seral (1892—1954).
- Jacinta Roy, Ofelia de Aragón (1894—1968).
- Pilar Gascón (1900—1930).

Nacidos en el siglo XX
- Pascuala Perié (1901—1950).
- Jacinta Bartolomé (1902—1993).
- José Oto (1906—1961).
- Juan Prat Ornaque (1908—2001).
- Camila Gracia (1909—1988).
- Francisco Rodríguez, el Redondo (1909—1987).
- Felisa Galé (1912—1948).
- Matías Maluenda, el Ruiseñor de Sabiñán (1914—1987).
- José Iranzo, el Pastor de Andorra (1915—2016).
- Jesús Gracia (1922—2005).